# ベルフィオーレ
ベルフィオーレ（伊: Belfiore）は、イタリア共和国ヴェネト州ヴェローナ県にある、人口約3,400人の基礎自治体（コムーネ）。

## 地理

### 位置・広がり

#### 隣接コムーネ
隣接するコムーネは以下の通り。
- アルバレード・ダーディジェ
- アルコレ
- カルディエーロ
- コロニョーラ・アイ・コッリ
- ロンコ・アッラーディジェ
- サン・ボニファーチョ
- ソアーヴェ
- ヴェロネッラ
- ゼーヴィオ

### 気候分類・地震分類
気候分類では、zona E, 2340 GGに分類される。
また、イタリアの地震リスク階級 (it) では、zona 3 (sismicità bassa) に分類される。